# 流苏瓣缘黄堇
流苏瓣缘黄堇（学名：Corydalis fimbripetala）为罂粟科紫堇属下的一个种。

## 扩展阅读
- 維基物種上的相關：流苏瓣缘黄堇